# مظفرالدین
مظفرالدین نامی مردانه با ریشه عربی به معنی کسی است که موجب پیروزی دین و آیین است.
مظفرالدین می‌تواند به افراد زیر اشاره داشته‌باشد:
- مظفرالدین شاه قاجار
- مظفرالدین ازبک
- مظفرالدین تکله
- مظفرالدین گوکبوری
- امامزاده سید مظفرالدین ابن موسی
- اتابک مظفرالدین ابو شجاع سعد بن زنگی
- الملک الاشرف مظفرالدین موسی